# Coniopteryx (Coniopteryx) crispicornis
Coniopteryx (Coniopteryx) crispicornis is een insect uit de familie dwerggaasvliegen (Coniopterygidae), die tot de orde netvleugeligen (Neuroptera) behoort. De soort komt voor in China.